# 肉桂
肉桂（学名：Cinnamomum cassia），又稱作官桂、桂心、簡桂、玉桂、牡桂，为樟科常绿乔木。還有另一品種錫蘭肉桂。兩種皆含有微量香豆素，攝取過多肉桂，可能引發副作用。

## 特徵
高达10米以上，树皮灰褐色，树皮厚可达13毫米，具强烈辛辣芳香味。叶互生或近对生；长椭圆形，或椭圆披针形，长8-20厘米，宽3-5.5厘米；顶端急尖，叶基宽楔形；全缘，具离基三出脉。圆锥花序顶生或腋生；花小，径5毫米，花被裂片椭圆形，长3毫米。果椭圆形，长10毫米，径7-8毫米，熟时紫黑色。

## 用途
植物各部，如其树皮、枝、叶、果、花梗都可提取芳香油或肉桂油，用于食品、饮料、香烟及医药，但常用作香料、化妆品、日用品的香精。树皮出油率为2.15%，桂枝出油率为0.35%，桂叶出油率为0.39%，桂子（幼果）出油率为2.04%。
肉桂大多为人工栽培，且以种子繁殖为主，这样可使其后代保持亲本的特性，以获得枝下较高的树干，有利于剥取桂皮，因此在生产上很少用无性繁殖方法培育苗木种植。多于秋季剥取，刮去栓皮、阴干。因剥取部位及品质的不同而加工成多种规格，常见的有企边桂、板桂、油板桂、桂通等。生用。
用於提振居家或辦公室內的氣味，是很好的空氣清淨劑。

### 中医学
肉桂各部位又可分别用于医药，树皮也就是人们常说的桂皮，为传统中药材，也作调味品，有驱风健胃、活血祛瘀、散寒止痛之效；補五臟之其中四臟：心臟、肝臟、脾臟、腎臟；树枝则能发汗驱风，通经脉，詳見桂枝條目。

### 副作用
已知從肉桂中分離出來的生物化學物質超過160種，其中包括香豆素如果攝取量過大會損害肝臟，此外還有肉桂醛及苯乙烯在過量攝取時對人體會有毒性。孕婦、哺乳母親及肝腎功能不良者，請勿長期大劑量服用，大劑量肉桂有肝腎毒性。肉桂有降血壓及血糖，抗凝血功能，服用相關藥物患者或相關顧忌者，請多加注意或避免服用肉桂粉或肉桂精油。

## 產地
肉桂原產東南亞，分布於馬來西亞、越南、老撾、印度尼西亞、斯里蘭卡等地。在中國主要分佈於廣西、廣東、福建、雲南等低緯度中低海拔山區，其中尤以廣西最多，且廣西肉桂為中國地理標誌產品。
在歐洲、美洲市場所見的肉桂多數屬於中國與越南的品種。 1960年代前，越南品種的肉桂是世界上最重要的來源，其油含量較高，氣味也比較濃郁。由於越戰影響，印尼蘇門答臘高地產的肉桂便增加以滿足市場需求。印尼品種的肉桂含油量較中國及越南品種低，影響售價較便宜。中國品種味道較甜，但含油量略低於越南。

## 外部連結
- 肉桂 Rougui （页面存档备份，存于） 藥用植物圖像數據庫 (香港浸會大學中醫藥學院) （中文）（英文）
- 桂枝 中藥材圖像數據庫  (香港浸會大學中醫藥學院) （中文）（英文）
- 肉桂 中藥材圖像數據庫  (香港浸會大學中醫藥學院) （中文）（英文）
- 肉桂 Rou Gui （页面存档备份，存于） 中藥標本數據庫 (香港浸會大學中醫藥學院) （繁體中文）（英文）
- 肉桂王 Rou Gui （页面存档备份，存于） 中藥標本數據庫 (香港浸會大學中醫藥學院) （繁體中文）（英文）
- 野生肉桂 Ye Shen Rou Gui 中藥標本數據庫 (香港浸會大學中醫藥學院) （繁體中文）（英文）
- 企邊桂 Qi Bian Gui （页面存档备份，存于） 中藥標本數據庫 (香港浸會大學中醫藥學院) （繁體中文）（英文）
- 3-苯丙基乙酸酯 3-phenylpropyl acetate 中草藥化學圖像數據庫 (香港浸會大學中醫藥學院) （中文）（英文）
- 肉桂醛 Cinnamaldehyde （页面存档备份，存于） 中草藥化學圖像數據庫 (香港浸會大學中醫藥學院) （中文）（英文）
- 桂皮酸 Cinnamic acid （页面存档备份，存于） 中草藥化學圖像數據庫 (香港浸會大學中醫藥學院) （中文）（英文）